# Inonotus xanthoporus
Inonotus xanthoporus är en svampart som beskrevs av Ryvarden 1999. Inonotus xanthoporus ingår i släktet Inonotus och familjen Hymenochaetaceae.   Inga underarter finns listade i Catalogue of Life.